# Deutsche Tourenwagen-Masters 2003
Die Deutsche Tourenwagen-Masters 2003 war die vierte Saison der Deutschen Tourenwagen-Masters (DTM). Der erste Lauf fand am 27. April 2003 auf dem Hockenheimring und das Saisonfinale fand am 5. Oktober ebenfalls auf dem Hockenheimring statt.
Insgesamt wurden 10 Rennen in Deutschland, Italien, Großbritannien, Österreich und in den Niederlanden gefahren.
Gesamtsieger wurde Bernd Schneider im AMG-Mercedes CLK DTM mit 68 Punkten. Für Schneider war es nach 1995, 2000 und 2001 der vierte Titelgewinn.

## Geschichte
Zur Saison 2003 wurde das DTM-Reglement an mehreren Stellen geändert.
Die umfassendsten Änderungen gab es bei der Renndurchführung und der Punktevergabe.
Die Rennen in Zolder und auf dem Sachsenring entfielen und wurden durch Läufe in Adria und auf dem Nürburgring ersetzt.
Statt eines Qualifikations- und eines Wertungslaufs wurde nur noch ein Wertungslauf durchgeführt, bei dem Punkte vergeben wurden. Als Ausgleich für den Wegfall des Qualifikationslaufs wurde die Dauer des gewerteten Rennens von 40 auf 60 Minuten verlängert.
Die Qualifikation und Ermittlung der Startpositionen wurde ebenfalls geändert. Nach dem Zeittraining starteten die besten zehn Fahrer aus diesem Training in einem Einzelzeitfahren um die ersten Startplätze (dem sogenannten Super Pole).
Während des Rennens musste jeder Fahrer zwei Pflichtboxenstopps absolvieren.
Das Punktesystem wurde geändert und dem der Formel 1 angepasst. So erhielten die ersten acht klassifizierten Fahrer Punkte nach dem Schema 10–8–6–5–4–3–2–1.

## Starterfeld
Folgende Fahrer sind in der Saison gestartet:
| Nr. | Fahrer             | Team                            | Fahrzeug                  | Rennwochenende |
| --- | ------------------ | ------------------------------- | ------------------------- | -------------- |
| 1   | Laurent Aïello     | Hasseröder Abt-Audi             | Abt-Audi TT-R 2003        | alle           |
| 2   | Christian Abt      | Hasseröder Abt-Audi             | Abt-Audi TT-R 2003        | alle           |
| 3   | Bernd Schneider    | Vodafone AMG-Mercedes           | AMG-Mercedes CLK DTM 2003 | alle           |
| 4   | Christijan Albers  | ExpressService AMG-Mercedes     | AMG-Mercedes CLK DTM 2003 | alle           |
| 5   | Mattias Ekström    | PlayStation 2 Red Bull Abt-Audi | Abt-Audi TT-R 2003        | alle           |
| 6   | Karl Wendlinger    | PlayStation 2 Red Bull Abt-Audi | Abt-Audi TT-R 2003        | alle           |
| 7   | Manuel Reuter      | OPC Team Holzer                 | Opel Astra V8 Coupé 2003  | alle           |
| 8   | Alain Menu         | OPC Team Holzer                 | Opel Astra V8 Coupé 2003  | alle           |
| 9   | Marcel Fässler     | AMG-Mercedes                    | AMG-Mercedes CLK DTM 2003 | alle           |
| 10  | Jean Alesi         | AMG-Mercedes                    | AMG-Mercedes CLK DTM 2003 | alle           |
| 11  | Thomas Jäger       | Original-Teile AMG-Mercedes     | AMG-Mercedes CLK DTM 2002 | alle           |
| 12  | Bernd Mayländer    | Original-Teile AMG-Mercedes     | AMG-Mercedes CLK DTM 2002 | alle           |
| 14  | Martin Tomczyk     | S line Audi Junior Team         | Abt-Audi TT-R 2002        | alle           |
| 15  | Peter Terting      | S line Audi Junior Team         | Abt-Audi TT-R 2002        | alle           |
| 16  | Joachim Winkelhock | OPC Euroteam                    | Opel Astra V8 Coupé 2002  | alle           |
| 17  | Jeroen Bleekemolen | OPC Euroteam                    | Opel Astra V8 Coupé 2002  | alle           |
| 18  | Timo Scheider      | OPC Team Phoenix                | Opel Astra V8 Coupé 2003  | alle           |
| 19  | Peter Dumbreck     | OPC Team Phoenix                | Opel Astra V8 Coupé 2003  | alle           |
| 20  | Katsutomo Kaneishi | ARTA AMG-Mercedes               | AMG-Mercedes CLK DTM 2002 | alle           |
| 24  | Patrick Huisman    | Service 24h AMG-Mercedes        | AMG-Mercedes CLK DTM 2002 | 1, 2           |
| 24  | Gary Paffett       | Service 24h AMG-Mercedes        | AMG-Mercedes CLK DTM 2002 | 3–10           |
| 42  | Stefan Mücke       | Service 24h AMG-Mercedes        | AMG-Mercedes CLK DTM 2002 | alle           |

## Rennkalender und Ergebnisse
| Runde | Rennstrecke    | Datum         | Distanz    | Pole-Position   | Schnellste Runde  | Sieger            | Fahrzeug                  |
| ----- | -------------- | ------------- | ---------- | --------------- | ----------------- | ----------------- | ------------------------- |
| 1     | Hockenheimring | 27. April     | 169,238 km | Bernd Schneider | Bernd Schneider   | Bernd Schneider   | AMG-Mercedes CLK DTM 2003 |
| 2     | Adria          | 11. Mai       | 126,994 km | Marcel Fässler  | Bernd Schneider   | Christijan Albers | AMG-Mercedes CLK DTM 2003 |
| 3     | Nürburgring    | 25. Mai       | 148,789 km | Marcel Fässler  | Bernd Schneider   | Christijan Albers | AMG-Mercedes CLK DTM 2003 |
| 4     | Lausitzring    | 8. Juni       | 160,125 km | Bernd Schneider | Alain Menu        | Bernd Schneider   | AMG-Mercedes CLK DTM 2003 |
| 5     | Norisring      | 22. Juni      | 165,600 km | Bernd Schneider | Bernd Schneider   | Christijan Albers | AMG-Mercedes CLK DTM 2003 |
| 6     | Donington      | 27. Juli      | 144,828 km | Bernd Schneider | Bernd Schneider   | Jean Alesi        | AMG-Mercedes CLK DTM 2003 |
| 7     | Nürburgring    | 17. August    | 148,789 km | Mattias Ekström | Peter Dumbreck    | Laurent Aïello    | Abt-Audi TT-R 2003        |
| 8     | A1-Ring        | 7. September  | 173,040 km | Marcel Fässler  | Bernd Schneider   | Marcel Fässler    | AMG-Mercedes CLK DTM 2003 |
| 9     | Zandvoort      | 21. September | 154,800 km | Timo Scheider   | Christijan Albers | Christijan Albers | AMG-Mercedes CLK DTM 2003 |
| 10    | Hockenheimring | 5. Oktober    | 169,238 km | Mattias Ekström | Alain Menu        | Jean Alesi        | AMG-Mercedes CLK DTM 2003 |

## Meisterschaftsergebnisse

### Punktesystem
Punkte wurden an die ersten 8 klassifizierten Fahrer in folgender Anzahl vergeben:
| Platz  | 1. | 2. | 3. | 4. | 5. | 6. | 7. | 8. |
| Punkte | 10 | 8  | 6  | 5  | 4  | 3  | 2  | 1  |

### Fahrerwertung
Insgesamt kamen 18 Fahrer in die Punktewertung.
| Platz | Fahrer             | HOC1 | ADR | DON | SAC | NOR | LAU | NÜR | A1R | ZAN | HOC2 | Punkte |
| ----- | ------------------ | ---- | --- | --- | --- | --- | --- | --- | --- | --- | ---- | ------ |
| 1     | Bernd Schneider    | 1    | 5   | 4   | 1   | 3   | 2   | 3   | 2   | 2   | 6    | 68     |
| 2     | Christijan Albers  | 5    | 1   | 1   | 7   | 1   | 5   | 2   | 3   | 1   | 12   | 64     |
| 3     | Marcel Fässler     | 2    | 4   | 2   | 10  | 2   | 4   | 5   | 1   | 6   | 3    | 57     |
| 4     | Mattias Ekström    | 8    | 2   | 7   | 3   | DNF | 3   | 4   | 5   | 3   | 2    | 46     |
| 5     | Jean Alesi         | 4    | 7   | DNF | 5   | 5   | 1   | 6   | DNF | 5   | 1    | 42     |
| 6     | Laurent Aïello     | 3    | 3   | 3   | 8   | 6   | DNF | 1   | 4   | 9   | 5    | 41     |
| 7     | Peter Dumbreck     | 6    | 6   | 5   | 2   | 4   | 6   | 10  | DNF | 10  | 4    | 31     |
| 8     | Timo Scheider      | 7    | 15  | 13  | 4   | 16  | 8   | 7   | DNF | DNF | 7    | 12     |
| 9     | Alain Menu         | 18   | 8   | 6   | 6   | 10  | DNF | 9   | 7   | DNF | 10   | 9      |
| 10    | Manuel Reuter      | 9    | DNF | 9   | 12  | 13  | DNF | 15* | 10  | 4   | 19*  | 5      |
| 11    | Gary Paffett       |      |     | DNF | 15  | DNF | 9   | 8   | 6   | 12  | 18*  | 4      |
| 12    | Christian Abt      | 20*  | DSQ | 8   | 9   | 7   | DNF | DNF | DNF | 11  | 9    | 3      |
| 13    | Jeroen Bleekemolen | 14   | 11  | 11  | 18* | 14  | 13  | 17* | 12  | 7   | 15   | 2      |
| 13    | Thomas Jäger       | 10   | DNF | 12  | 14  | 9   | 7   | DNF | 9   | 13  | 11   | 2      |
| 15    | Peter Terting      | DNF  | 13  | 14  | DNS | 12  | 14  | 18* | 13  | 14  | 8    | 1      |
| 15    | Martin Tomczyk     | 12   | DNF | 18  | DNS | DNF | DNF | DNF | 8   | DNF | 13   | 1      |
| 15    | Karl Wendlinger    | 15   | 12  | 16  | 13  | 11  | 15  | 11  | 16  | 8   | 17   | 1      |
| 15    | Joachim Winkelhock | 16   | 9   | 10  | 11  | 8   | 10  | 13  | 14  | 15  | DNF  | 1      |
| 19    | Patrick Huisman    | 13   | DNF |     |     |     |     |     |     |     |      | 0      |
| 19    | Katsutomo Kaneishi | 19   | 14  | 19  | 17  | 17* | DNF | 16* | 17  | 18  | 16   | 0      |
| 19    | Bernd Mayländer    | 11   | 10  | 17  | 16  | DNF | 12  | 14  | 15  | 16  | 20*  | 0      |
| 19    | Stefan Mücke       | 17   | DNF | 15  | DNS | 15  | 11  | 12  | 11  | 17  | 14   | 0      |
| Platz | Fahrer             | HOC1 | ADR | DON | SAC | NOR | LAU | NÜR | A1R | ZAN | HOC2 | Punkte |

| Legende  | Legende            | Legende                                                          |
| Farbe    | Abkürzung          | Bedeutung                                                        |
| -------- | ------------------ | ---------------------------------------------------------------- |
| Gold     | –                  | Sieg                                                             |
| Silber   | –                  | 2. Platz                                                         |
| Bronze   | –                  | 3. Platz                                                         |
| Grün     | –                  | Platzierung in den Punkten                                       |
| Blau     | –                  | Klassifiziert außerhalb der Punkteränge                          |
| Violett  | DNF                | Rennen nicht beendet (did not finish)                            |
| Violett  | NC                 | nicht klassifiziert (not classified)                             |
| Rot      | DNQ                | nicht qualifiziert (did not qualify)                             |
| Rot      | DNPQ               | in Vorqualifikation gescheitert (did not pre-qualify)            |
| Schwarz  | DSQ                | disqualifiziert (disqualified)                                   |
| Weiß     | DNS                | nicht am Start (did not start)                                   |
| Weiß     | WD                 | zurückgezogen (withdrawn)                                        |
| Hellblau | PO                 | nur am Training teilgenommen (practiced only)                    |
| Hellblau | TD                 | Freitags-Testfahrer (test driver)                                |
| ohne     | DNP                | nicht am Training teilgenommen (did not practice)                |
| ohne     | INJ                | verletzt oder krank (injured)                                    |
| ohne     | EX                 | ausgeschlossen (excluded)                                        |
| ohne     | DNA                | nicht erschienen (did not arrive)                                |
| ohne     | C                  | Rennen abgesagt (cancelled)                                      |
| ohne     | keine WM-Teilnahme |                                                                  |
| sonstige | P/fett             | Pole-Position                                                    |
| sonstige | 1/2/3/4/5/6/7/8    | Punktplatzierung im Sprint-/Qualifikationsrennen                 |
| sonstige | SR/kursiv          | Schnellste Rennrunde                                             |
| sonstige | *                  | nicht im Ziel, aufgrund der zurückgelegten Distanz aber gewertet |
| sonstige | ()                 | Streichresultate                                                 |
| sonstige | unterstrichen      | Führender in der Gesamtwertung                                   |

### Markenwertung
| Platz | Konstrukteur  | HOC1 | ADR | DON | SAC | NOR | LAU | NÜR | A1R | ZAN | HOC2 | Punkte |
| ----- | ------------- | ---- | --- | --- | --- | --- | --- | --- | --- | --- | ---- | ------ |
| 1     | Mercedes-Benz | 27   | 21  | 23  | 16  | 28  | 29  | 22  | 27  | 25  | 19   | 237    |
| 2     | Audi          | 7    | 14  | 9   | 7   | 5   | 6   | 15  | 10  | 7   | 13   | 93     |
| 3     | Opel          | 5    | 4   | 7   | 16  | 6   | 4   | 2   | 2   | 7   | 7    | 60     |

### Teamwertung
| Platz | Team                                  | HOC1 | ADR | DON | SAC | NOR | LAU | NÜR | A1R | ZAN | HOC2 | Punkte |
| ----- | ------------------------------------- | ---- | --- | --- | --- | --- | --- | --- | --- | --- | ---- | ------ |
| 1     | Vodafone/Express-Service AMG-Mercedes | 14   | 14  | 15  | 12  | 16  | 12  | 14  | 14  | 18  | 3    | 132    |
| 2     | AMG-Mercedes                          | 13   | 7   | 8   | 4   | 12  | 15  | 7   | 10  | 7   | 16   | 99     |
| 3     | PlayStation 2 Red Bull Abt-Audi       | 1    | 8   | 2   | 6   | 0   | 6   | 5   | 4   | 7   | 8    | 47     |
| 4     | Hasseröder Abt-Audi                   | 6    | 6   | 7   | 1   | 5   | 0   | 10  | 5   | 0   | 4    | 44     |
| 5     | OPC Team Phoenix                      | 5    | 3   | 4   | 13  | 5   | 4   | 2   | 0   | 0   | 7    | 43     |
| 6     | OPC Team Holzer                       | 0    | 1   | 3   | 3   | 0   | 0   | 0   | 2   | 5   | 0    | 14     |
| 7     | Service 24h AMG-Mercedes              | 0    | 0   | 0   | 0   | 0   | 0   | 1   | 3   | 0   | 0    | 4      |
| 8     | OPC Euroteam                          | 0    | 0   | 0   | 0   | 1   | 0   | 0   | 0   | 2   | 0    | 3      |
| 9     | Original-Teile AMG-Mercedes           | 0    | 0   | 0   | 0   | 0   | 2   | 0   | 0   | 0   | 0    | 2      |
| 10    | S line Audi Junior Team               | 0    | 0   | 0   | 0   | 0   | 0   | 0   | 1   | 0   | 1    | 2      |
| 11    | ARTA AMG-Mercedes                     | 0    | 0   | 0   | 0   | 0   | 0   | 0   | 0   | 0   | 0    | 0      |